# Falsifusus
Falsifusus is een naam die in 1904 door Amadeus William Grabau werd gepubliceerd voor een geslacht van uitgestorven slakken (Gastropoda), met het doel een nieuw geslacht te creëren voor soorten met een schelp die zowel kenmerken van een Fusus als van een Pleurotoma vertoonde, en waarvan plaatsing in het geslacht Fusus niet langer houdbaar was. Als typesoort wees hij Fusus meyeri Aldridge 1886 non Dunker, 1869 = Fusus ottonis Aldridge 1897 aan, en gaf die de naam Falsifusus meyeri (Aldridge). Andere soorten die hij in het geslacht plaatste waren Fusus ludovicianus Johnson, 1899 (= Fusus bastropensis Harris, 1895), Fusus houstonensis Johnson, 1899, Fusus apicalis Johnson, 1899 en Fusus serratus, Deshayes. In 1945 werden door Julia Anna Gardner ook de soorten Fusus mortoniopsis Gabb, 1860 en Falsifusus carexus (Harris, 1895) aan het geslacht toegevoegd.
De enige moderne soort die later in het geslacht werd geplaatst, Fusus dupetitthouarsi Kiener, 1840, wordt nu als Fusinus dupetitthouarsi in het geslacht Fusinus geplaatst.